# Gianni Baget Bozzo
Giovanni Battista Baget Bozzo, detto Gianni (Savona, 8 marzo 1925 – Genova, 8 maggio 2009), è stato un presbitero, politico e scrittore italiano. Fu per due volte europarlamentare.
Baget Bozzo ha militato prima nella Democrazia Cristiana, poi nel Partito Socialista Italiano, infine in Forza Italia e ne Il Popolo della Libertà. In seguito all'elezione al Parlamento europeo con il Partito Socialista, nel 1985 è stato sospeso a divinis dal cardinale Giuseppe Siri fino al termine del secondo mandato elettorale

## Biografia
Figlio di una ragazza madre catalana di cognome Baget (morta quando lui aveva solo 5 anni) e di un sergente dell'Aeronautica, fu cresciuto a Genova da una coppia di zii, che lo adottarono e gli diedero anche il loro cognome: Bozzo. Il suo professore di religione al liceo fu don Giuseppe Siri, futuro vescovo di Genova e cardinale. Nel 1944, diciannovenne, Gianni Baget Bozzo si univa al CLN della Liguria, nelle ultime fasi della Resistenza.

### Dalla militanza nella Democrazia Cristiana al sacerdozio
All'università si iscrisse alla Facoltà di Giurisprudenza ed entrò a far parte della FUCI dove, grazie alla guida di sacerdoti genovesi quali, tra gli altri, Franco Costa e Giuseppe Siri, si stavano formando importanti figure del Movimento cattolico in Italia; durante la guerra entrò nella Democrazia Cristiana genovese; conobbe Paolo Emilio Taviani. Dopo la laurea in legge, aderì nel 1946 alla Civitas humana di Giuseppe Dossetti, Giuseppe Lazzati, Amintore Fanfani e Giorgio La Pira, associazione nata da pochi mesi con lo scopo di orientare il mondo cattolico verso una riforma politica e sociale, seguendo i principi dell'uguaglianza e della partecipazione. Collaborò alla rivista cattolica Cronache Sociali dalla fondazione nel 1947 al 1949. Incontrò in questo periodo il cattolico liberale Augusto Del Noce.
Si trasferì a Roma, dove abitò in via Chiesa Nuova 14, al primo piano, appartenente ai signori Domenicano, condiviso con Bartolo Ciccardini, Giuseppe Glisenti, Benedetto De Cesaris, i fratelli Claudio Leonardi e Matteo Leonardi, e Corrado Guerzoni. Con Claudio Leonardi strinse un'amicizia culturale che durò tutta la vita. All'ultimo piano della stessa casa abitavano le sorelle Portoghesi, che davano ospitalità ai deputati Dossetti, Lazzati, Gotelli e Bianchini. Baget Bozzo aveva l'onore di sedersi alla tavola, con gli altri ospiti, delle Portoghesi. Nel 1949, dopo che Dossetti decise di lasciare la DC e sciogliere la propria corrente, ed essendosi distaccato dalla tesi di Dossetti e di Costantino Mortati sul primato del partito sullo Stato, se ne allontanò. Nel 1950-1951 collaborò alla rivista Cultura e realtà diretta da Mario Motta.
Dal 1951 frequentò un piccolo gruppo di cattolici comunisti e di cristiano-sociali di ispirazione dossettiana che si raccoglievano attorno al filosofo torinese Felice Balbo per discutere sulla crisi dei valori nella società contemporanea e sui modi di superarla mediante l'impegno sociale. Dopo la scomunica inflitta da Pio XII ai comunisti e ai loro fiancheggiatori, si avvicinò ad Alcide De Gasperi, in senso non solo morale ma anche concreto, con la collaborazione alla rivista Terza generazione, il cui scopo era di unire i giovani al di là dei partiti e superare la divisione tra fascisti e antifascisti. La rivista fu promossa da Felice Balbo e diretta prima da Ubaldo Scassellati, poi dallo stesso Baget Bozzo. Morto De Gasperi (1954), e rinunciato alla politica nazionale, ritornò da Roma a Genova, e alcuni amici lo coinvolsero nella politica locale.
Negli anni 1955-1958 ebbe un senso fortissimo della Presenza divina, poi l’esperienza divenne Voce, e ne scrisse per un certo tempo le locuzioni; il tema centrale della Voce era l'annuncio di una grande crisi dottrinale che avrebbe invaso la Chiesa dall'interno. Nel 1958 ruppe con Fanfani e con La Pira, scrivendo su Il quotidiano una serie di articoli contro l'apertura a sinistra. Si trovò poi su una linea politica vicina a quella di Luigi Gedda, con il quale fondò la rivista L'Ordine civile (1959-60) avente per oggetto la riforma in senso presidenziale dello Stato e la critica alla partitocrazia. In seguito Fernando Tambroni gli affidò la direzione di una rivista, Lo stato, con cui Baget Bozzo sognava di creare un nuovo partito di cattolici per la libertà, omogeneo alla tradizione sturziana. Successivamente si avvicinò al gruppo della DC romana di Pietro Giubilo, Paolo Possenti e Vittorio Sbardella.
All'inizio degli anni sessanta il cardinale Alfredo Ottaviani, Prefetto del Sant'Uffizio e rappresentante delle correnti più tradizionaliste della Chiesa, avrebbe voluto che Baget Bozzo fondasse un nuovo partito politico cattolico, al fine di punire la Democrazia Cristiana per l'accordo di governo di centro-sinistra con il PSI. Baget Bozzo, così come Ottaviani, vedeva nell'accordo di centro-sinistra e nel PSI degli anni sessanta una testa di ponte per l'apertura al PCI. Il progetto fu tuttavia fermato dall'allora arcivescovo di Genova, Giuseppe Siri, in nome del principio dell'unità politica dei cattolici: non a caso a quel periodo risale l'inveterata ostilità di Baget Bozzo rispetto a questo assioma della politica italiana della prima Repubblica.
Nel 1960 assisté con preoccupazione ai disordini di Genova volti a impedire il congresso del Movimento Sociale Italiano. Dopo quella sommossa e la caduta del Governo Tambroni lasciò la politica e si dedicò alla ricerca spirituale e allo studio della Teologia, laureandosi presso la Pontificia Università Lateranense. Nello stesso periodo si riuniva con un piccolo gruppo di amici a Roma, a Genova e a Rovereto, per leggere testi patristici, testi mistici e opere di Tommaso d'Aquino; insieme costituirono la "Società dello Spirito Santo e di Maria Regina del Mondo", che ebbe un bollettino, "Vi saluta la Chiesa che è in Babilonia", contenente scritti e conversazioni di Baget Bozzo e altri dal 1974 al 1978, quando il sodalizio si sciolse.
Fu ordinato sacerdote dal cardinale Siri il 17 dicembre 1967, all'età di 42 anni. Erano presenti Gedda, Dossetti e La Pira. Così come Siri, Baget Bozzo era nostalgico della Chiesa pre-conciliare: la Chiesa di Pio XI e Pio XII, una Chiesa che era ancora in piedi. Fu incaricato di insegnare esegesi e teologia dogmatica presso la sede genovese della facoltà teologica inter-regionale dell'Italia settentrionale, e aggiornamenti filosofici e teologia della politica presso la sede milanese di tale facoltà. Gli fu affidata la cura della rivista Renovatio, fondata dallo stesso Siri e caratterizzata da un'impronta conservatrice, tanto che le librerie Paoline ne rifiutarono la distribuzione. Sul tema della Chiesa dopo il Concilio ebbe dal 1967 una corrispondenza con Ernesto Balducci.

### La militanza nel Partito Socialista
La successiva scelta di Baget Bozzo per il PSI si spiega nell'ottica della coerenza dell'anticomunismo. Spinto dalla sua avversione per il compromesso storico fra Democrazia Cristiana e Partito Comunista Italiano, alla fine degli anni settanta si avvicinò a Bettino Craxi, nel quale vedeva l'ispiratore di una sinistra moderata e socialdemocratica, avversa al comunismo; ciò nonostante incominciò fin dal 1976 una collaborazione con la Repubblica, quotidiano anticraxiano e favorevole al compromesso storico. Il suo primo articolo, «Il ruolo dei cattolici nella società radicale» è datato 12 maggio di quell'anno. Il fondatore Eugenio Scalfari scrisse il distico con cui presentò Baget Bozzo ai lettori:
(la Repubblica, 12/5/1976.)
Un altro fattore di allontanamento di Baget Bozzo dalla DC furono la prigionia e la morte di Aldo Moro: Baget Bozzo lamentò la «mancanza di umanità» sia della DC sia del PCI nel rifiuto di trattare con le Brigate Rosse. Contribuì dal 1978 alla rivista Bozze, mensile diretto da Raniero La Valle, strumento del dibattito ecclesiale e civile. L'opera di fiancheggiamento di don Gianni al PSI è continua, tanto che nel 1980 il cardinal Siri lo ammonisce vietandogli di scrivere su giornali e riviste. Baget Bozzo non lo ascoltò e anzi al congresso socialista di Verona dichiarò: «La politica di Craxi ha per sé il presente, ha per sé il futuro, ha per sé l'eterno».

### Sospensione a divinis

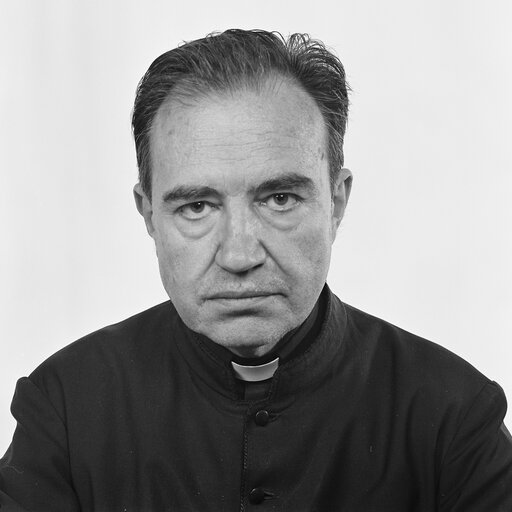
Gianni Baget Bozzo al Parlamento europeo

Nel 1984 si candidò per il Partito Socialista Italiano al Parlamento europeo. Un anno dopo, il 29 luglio 1985, fu sospeso a divinis dal cardinale Siri, per aver violato la norma della Chiesa cattolica che vieta al clero di assumere cariche politiche o istituzionali senza esplicito permesso. Si ricandidò con successo nel 1989, e rimase a Strasburgo fino al 1994. Fu riammesso all'esercizio delle funzioni sacerdotali alla scadenza del mandato da europarlamentare.

### L'impegno in Forza Italia
Lo scandalo di Mani pulite e la "discesa in campo" di Silvio Berlusconi spinsero Baget Bozzo a continuare il suo impegno in politica, partecipando nel 1994 alla fondazione di Forza Italia, di cui redasse successivamente la Carta dei valori e che si occupò di radicare culturalmente nell'orizzonte del "liberalismo popolare". Baget Bozzo definì Berlusconi "il politico del secolo". Il Cavaliere era riuscito secondo lui a fermare la lunga marcia verso il potere della sinistra, cominciata con la svolta del 1960 dopo i fatti di Genova.
Lo "sconfinato entusiasmo" di Baget Bozzo per Berlusconi provocò la riprovazione dell'allora arcivescovo di Genova, Tarcisio Bertone, ma senza conseguenze formali. Successivamente collaborò con alcune testate giornalistiche come Panorama e i quotidiani il Giornale, La Stampa e Il Secolo XIX. Nel 2001 fondò insieme con Alessandro Gianmoena uno dei primi periodici telematici politico-culturali italiani, Ragionpolitica. Egli ricoprì, fino alla fine dei suoi giorni, l'incarico di direttore responsabile della rivista on line.

### La morte
Morì nel sonno a Genova l'8 maggio 2009. Dopo l'apertura del suo testamento il corpo di don Gianni è stato spostato, come da lui voluto, nel cimitero di Santa Margherita di Staffora, comune dove si trova la comunità Nova Cana (fondata dalla mistica Angela Volpini) di cui il padre è stato più volte ospite. Nel marzo 2010 viene impugnato il testamento da parte della famiglia degli zii, che lo avevano adottato all'età di 5 anni dopo la morte della madre.

## Orientamento teologico
Baget Bozzo riporta di essere stato molto influenzato da Tommaso d'Aquino fin dal primo ingresso in seminario negli anni quaranta. Il successo di pubblico contribuì ad alzare il valore e la fecondità culturale della sua produzione saggistica, come risulterebbe confermato dalle dichiarazioni dei redditi del 2008, la meno ristretta di tutto il clero genovese.
Bozzo è stato un sostenitore dell'insegnamento teologico, liturgico e pastorale di Joseph Ratzinger fin dai tempi dell'elezione di quest'ultimo a prefetto della Congregazione per la Dottrina della Fede (1981). Ha considerato inconciliabile col pensiero cristiano e occidentale il pensiero islamico, in quanto esso nega la divinità di Cristo, e dove esso ritenga possibile il primato di un partito religioso sulla libertà di espressione politica dei credenti. Ha scritto varie opere di saggistica religiosa: La metamorfosi della cristianità, Dio e l'Occidente, Il futuro del cattolicesimo, Il Dio perduto, L'Anticristo e Profezia. È stato autore di diversi scritti politici pubblicati in Italia.
Inoltre la sua visione teologica si confronta anche con il pensiero filosofico contemporaneo, come dimostra, tra l'altro, anche il confronto con la diversa prospettiva filosofico-religiosa elaborata da Alessandro Di Chiara, Cristo e/o Chiesa (2003); in questo libro i due autori si soffermano a discutere sulle "cose ultime" dove si cela il mistero del male e della libertà.
Era impensabile per lui che la presenza dei cattolici nella politica italiana fosse fondata su un assurdo come un partito votato per ordine dei vescovi. Secondo la tradizione della Chiesa, espressa dal pensiero di San Tommaso, la politica andava fondata sulla legge naturale e non sulla fede e l'obbedienza alla Chiesa. Il rapporto con Felice Balbo lo aveva convinto che la presenza del cristiano in politica doveva rispettare la laicità della politica diretta non dalla fede ma, come affermava Tommaso, dalla ragione e dalle consuetudini storiche di ogni nazione.

### Omosessualità
Nell'anno giubilare del 2000, nel clima di polemica della Chiesa contro il Gay pride a Roma, don Baget Bozzo ammise in un'intervista con Mattia Feltri per Il Foglio di aver provato «casti sentimenti omoerotici», aggiungendo «credo che l'omosessualità possa essere un fatto cristiano» e sostenendo che essa non rappresenta un impedimento alla santità. Per questo motivo si scontrò duramente con l'Associazione per la Difesa della Famiglia e della Civiltà Cattolica. In un'intervista del luglio del 2000 al Corriere della Sera, si pronunciò a favore del riconoscimento delle coppie omosessuali, anche ai fini sociali ed economici.
Le posizioni di don Baget Bozzo sull'omosessualità sono poi state oggetto del libro Per una teologia dell'omosessualità, in cui Luigi Accattoli ha raccolto gli scritti di Baget Bozzo sul tema.

### Eutanasia
Sul caso dell'eutanasia per Terri Schiavo, ebbe a scrivere su Il Giornale, il 24 marzo 2005: «L'eutanasia è l'atto di un uomo libero, e quando essa è accettata dalle leggi, tale è la sua condizione».

## Controversie
Poco prima della morte, si espresse sul caso del divorzio tra Silvio Berlusconi e Veronica Lario con le parole «Lei non ha amato abbastanza né l'uomo né l'opera».

## Opere
- Giovanni Baget Bozzo, Cristianesimo e ordine civile, Roma, Edizioni romane Mame, 1962.
- Giovanni Baget Bozzo, Il Cristianesimo nell'età postmoderna, Torino, CET, 1962.
- Problemi della politica italiana / a cura di Giovanni Baget Bozzo, Nicola Guiso, Paolo Possenti, Roma, Tip. editrice romana, 1963.
- Gianni Baget Bozzo, Claudio Leonardi, Il tempo dell'Apocalisse, Roma, 1968 (pro ms.)
- Gianni Baget Bozzo, Chiesa e utopia, Bologna, Il mulino, 1971.
- Gianni Baget Bozzo, Cristianesimo e antropologia, Padova, Rebellato, 1971.
- La vita quotidiana del cristiano, Atti del 7. Convegno di teologia pastorale organizzato dalla rivista Studi cattolici sul tema Per una pastorale della vita quotidiana: 24-27 luglio 1972, saggi di G. Baget Bozzo e altri, Milano, Ares, 1973.
- Gianni Baget Bozzo, La Teologia delle Idee Divine in San Tommaso, RFNS 66 (1974) 295-311.
- Gianni Baget Bozzo, Il partito cristiano al potere: la DC di De Gasperi e di Dossetti 1945-1954, Firenze, Vallecchi, 1974.
- Gianni Baget Bozzo, Il partito cristiano e l'apertura a sinistra: la DC di Fanfani e di Moro 1954-1962, Firenze, Vallecchi, 1977.
- Gianni Baget Bozzo, Il partito cristiano, il comunismo e la società radicale, Firenze, Vallecchi, 1977.
- Gianni Baget Bozzo, I cattolici e la lettera di Berlinguer, Firenze, Vallecchi, 1978.
- Gianni Baget Bozzo, Democrazia cristiana, Moro, «partito americano», in Argomenti radicali, n, 10, 1978.
- Gianni Baget Bozzo, L'elefante e la balena. Cronache del compromesso e del confronto, Bologna, Cappelli, 1979.
- Gianni Baget Bozzo, Questi cattolici. Intervista di Carlo Cardia, Editori Riuniti, 1979.
- Gianni Baget Bozzo, La chiesa e la cultura radicale, Queriniana, 1979.
- Gianni Baget Bozzo e altri, I socialisti e la questione cattolica, Milano, Mondo Operaio-Avanti, 1979.
- Religiosi e laici di fronte all'apocalisse / un saggio di Ernesto Balducci; conversazioni con Gianni Baget Bozzo e altri; conversazioni a cura di Gaetano Besana e Pino Mercuri, Milano, Edizioni dell'apocalisse, 1979.
- Gianni Baget Bozzo, La Trinità, Firenze, Vallecchi, 1980.
- Gianni Baget Bozzo, Tesi sulla DC. Rinasce la questione nazionale, Bologna, Cappelli, 1980.
- Gianni Baget Bozzo, Di fronte all'Islam. Il grande conflitto, Marietti, 1980.
- Gianni Baget Bozzo, Edoardo Benvenuto, La conoscenza di Dio, Edizioni Borla, 1980.
- Gianni Baget Bozzo, L'anticristo, Mondadori, 1980.
- Gianni Baget Bozzo, Ortodossia e liberazione. Un'interpretazione di Papa Wojtyla, Milano, Rizzoli, 1980.
- Gianni Baget Bozzo, L'ultimo giorno è più vicino, Genesi, 1980.
- Gianni Baget Bozzo e altri, Processo alla politica, Roma, Lavoro, 1980.
- Io e la morte, introduzione di Osvaldo G.V. Piccardo; uno scritto di Barbara Alberti; conversazioni con Gianni Baget Bozzo e altri; a cura di Pino Mercuri, Milano, Apocalisse, 1980.
- Sette utopie americane: l'architettura del socialismo comunitario: 1790-1975, Dolores Hayden; con in appendice uno scritto di Gianni Baget Bozzo, Milano: Feltrinelli, 1980.
- Gianni Baget Bozzo, Dal sacro al mistico. Parlare del Cristianesimo come se fosse la prima volta, Feltrinelli, 1981.
- Gianni Baget Bozzo, Edoardo Benvenuto, La figura e il Regno, Vallecchi, 1981.
- Nonviolenza e marxismo nella transizione al socialismo, convegno a Perugia nell'ottobre 1978; a cura della Fondazione Centro studi Aldo Capitini e del Movimento nonviolento; con scritti di Gianni Baget Bozzo e altri. Milano, Feltrinelli, 1981.
- Gianni Baget Bozzo, Vocazione, Milano, Rizzoli, 1982.
- Gianni Baget Bozzo, Il futuro viene dal futuro. Ipotesi sui cattolici e sui democristiani, Editori Riuniti, 1982.
- Gianni Baget Bozzo, Giovanni Tassani, Aldo Moro: il politico nella crisi, 1962-1973, Firenze, Sansoni, 1983.
- Critica della crisi, Gianfranco Albertelli, Gianfranco Ferrari; saggi di Gianni Baget Bozzo e altri, Trento, L. Reverdito, 1983.
- Gianni Baget Bozzo in collaborazione con Giorgio Sacchi, Manuale di mistica, Milano, Rizzoli, 1984.
- Gianni Baget Bozzo, E Dio creò Dio, Milano, Rizzoli, 1985.
- Gianni Baget Bozzo e altri, Il pensiero strategico, a cura di Carlo Jean, Milano, F. Angeli, 1985.
- Gianni Baget Bozzo, Report on the information policy of the European community, European Parliament, Doc A 2-111/86, Luxembourg: Office of Official Publications of the European Community, 1986.
- Gianni Baget Bozzo, Prima del bene e del male. Nel luogo della morale, Milano, Rizzoli, 1987.
- Gianni Baget Bozzo, Michele Genovese, Europa: una speranza oltre la ragione, Trento, L. Reverdito, 1987.
- Gianni Baget Bozzo, I tempi e l'eterno. Intervista su un'esperienza teologica, a cura di Claudio Leonardi e Giovanni Tassani. Genova, Marietti, 1988.
- Gianni Baget Bozzo, L'uomo l'angelo il demone, Milano, Rizzoli, 1989.
- Gianni Baget Bozzo, Michele Genovese, 1992: come convivere con il grande mercato, Trento, L. Reverdito, 1989.
- Gianni Baget Bozzo, Michele Genovese, L'Europa nel declino degli imperi: dopo Yalta, la Germania?, Venezia, Marsilio, 1990.
- L'Autunno del diavolo: "Diabolos, dialogos, daimon", convegno di Torino 17-21 ottobre 1988, a cura di Eugenio Corsini e altri; testi di Baget Bozzo e altri. Milano, Bompiani, 1990.
- Morte e riscoperta dello stato-nazione, a cura di Carlo Jean; con scritti di Gianni Baget Bozzo e altri. Milano, Franco Angeli, 1991.
- Gianni Baget Bozzo, Fabrizio Gualco, Le metamorfosi della cristianità: Chiesa, socialismo, società tecnologica, SugarCo, 1991.
- Gianni Baget Bozzo, La laicità, la distinzione tra competenze della Chiesa e competenze detto Stato, non solo è lecita, è fondamentale, Intervista compresa nel volume di Giuseppe Campolieti, Voci dal mondo laico, Edizioni Dedalo, c1992.
- Luoghi del Seicento genovese: spazi architettonici, spazi dipinti, a cura di Liliana Pittarello; con scritti di Gianni Baget Bozzo e altri. Bologna, Nuova Alfa, 1992.
- Gianni Baget Bozzo, La nuova terra, Milano, Rizzoli, 1993.
- Gianni Baget Bozzo, Cattolici e democratici. Un'esperienza politica italiana, Milano, Rizzoli, 1994.
- Gianni Baget Bozzo, Dio e l'Occidente: lo sguardo nel divino, Milano, Leonardo, c1995.
- I re nudi: congiure, assassini, tracolli ed altri imprevisti nella storia del potere, atti del Convegno di studio della Fondazione Ezio Franceschini: Certosa del Galluzzo, 19 novembre 1994. Glauco Maria Cantarella, Francesco Santi, Ovidio Capitani, Fondazione Ezio Franceschini. Con scritti di Gianni Baget Bozzo: Per una storia teologica del regicidio, e altri. Centro italiano di studi sull'alto Medioevo, 1996.
- Gianni Baget Bozzo, Buona domenica. Anno A, EDB, 1995.
- Gianni Baget Bozzo, Buona domenica. Anno B, EDB, 1996.
- Gianni Baget Bozzo, Buona domenica. Anno C, EDB, 1997.
- Gianni Baget Bozzo, Il futuro del cattolicesimo. La Chiesa dopo papa Wojtyla, Casale Monferrato, Piemme, 1997.
- Gianni Baget Bozzo, La cultura politica di Forza Italia: il liberalismo popolare, Como, Malinverno, 1997.
- Gianni Baget Bozzo, Il Dio perduto, Mondadori, 1999.
- Sopravviverà la Chiesa nel terzo millennio? / Pier Michele Girola, Gian Luca Mazzini; rispondono: Gianni Baget Bozzo e altri; con un saggio introduttivo di Franco Cardini, Milano, Paoline, 1999.
- Gianni Baget Bozzo, Come sono arrivato a Berlusconi. Dal PSI di Craxi a Forza Italia. Fede, Chiesa e religione, Marco, 2001.
- Gianni Baget Bozzo e altri, La navicella della metafisica: dibattito sul nichilismo e la Terza navigazione, Roma, Armando, 2000.
- Gianni Baget Bozzo, Claudio Leonardi, Homo Dei. Resoconto di un'esperienza mistica, SISMEL - Edizioni del Galluzzo, 2001.
- Gianni Baget Bozzo, Di fronte all'islam: il grande conflitto, Genova, Marietti, 2001.
- Gianni Baget Bozzo, con Marco Vannini e altri (ed.), Mistica d'Oriente e Occidente oggi, Milano, Paoline, 2001.
- Gianni Baget Bozzo, Profezia. Il Cristianesimo non è una religione, Milano, Mondadori, 2002.
- Gianni Baget Bozzo, Io credo. Il simbolo della fede parola per parola-Lettera a un vescovo su «Chiesa e Occidente», Mondadori, 2003.
- Gianni Baget Bozzo, Alessandro Di Chiara, Cristo e/o Chiesa, Àncora, 2003.
- Gianni Baget Bozzo, L'impero d'Occidente. La storia ritorna, Lindau, 2004.
- Gianni Baget Bozzo, L'intreccio. Cattolici e comunisti 1945-2004, Mondadori, 2004.
- Gianni Baget Bozzo, Verità dimenticate. Vita eterna, anima, escatologia, Àncora, 2005.
- Gianni Baget Bozzo, Vocazione: mistica e libertà, Lindau, 2005.
- Gianni Baget Bozzo, Raffaele Iannuzzi, Tra nichilismo e Islam. L'Europa come colpa, Mondadori, 2006.
- Maria, l'Apocalisse e il Medioevo, Atti del III incontro di Mariologia medievale (Parma, 10-11 maggio 2002) / a cura di Clelia Maria Piastra e Francesco Santi; con scritti di Gianni Baget Bozzo: L'Immacolata Concezione e la coscienza mistica, e altri. Firenze, SISMEL, 2006.

### Opere postume
- Gianni Baget Bozzo, Italia, oh cara! Berlusconi, la Chiesa, i comunisti, a cura di Luigi Amicone, Milano, Boroli editore, 2009. ISBN 9788874932849
- Gianni Baget Bozzo, Pier Paolo Saleri, Giuseppe Dossetti. La Costituzione come ideologia politica, Ares, Milano 2009. ISBN 9788881554683
- Don Gianni Baget Bozzo di fronte all'Islam, a cura di Remo Viazzi, De Ferrari editore, Genova 2019. ISBN 9788855030465
- Per una teologia dell'omosessualità, a cura di Luigi Accattoli, Luni editrice, Milano 2020. ISBN 9788879847087